# Zapovjedništvo za specijalne operacije (Francuska)
Zapovjedništvo za specijalne operacije (fra.: Commandement des Opérations Spéciales, COS) je zapovjedništvo koje koordinira francuske specijalne postrojbe svih triju grana Francuskih oružanih snaga (fra.: Forces armées françaises): Kopnene vojske, Francuske ratne mornarice i Francuskog ratnog zrakoplovstva. Zapovjedništvo za specijalne operacije je osnovano 24. lipnja 1992., nakon Zaljevskog rata. Uloga zapovjedništva je usmjeravati i koordinirati misije za postrojbe specijalnih snaga koje su trajno pod njegovim izravnim zapovjedništvom i odmah dostupne za djelovanje. Zapovjedništvo vodi zapovjednik u činu brigadnom generala ili kontraadmirala.

## Povijest
Dva francuska komandosa su poginula pri operaciji oslobađanja talaca u napadu na teroristički kamp u Burkini Faso 10. svibnja 2019. godine. U operaciji su oslobođena dva francuska državljana te jedan južnokorejski i jedan američki državljanin koji su bili zatočeni 28 dana od strane islamskih terorista. Dva poginula pripadnika snaga za specijalne operacije Cedric de Pierrepont i Alain Bertoncello, su bili pripadnici prestižne komando postrojbe Hubert, komandosa francuskih mornaričkih specijalnih snaga. Francuski napad su podržale američke obavještajne službe.

## Svrha
Zapovjedništvo za specijalne operacije (SOC) je osnovano 4. lipnja 1992. dekretom ministra obrane Pierre Joxea. Dekret od 5. siječnja 2017. koji se odnosi na zapovijedanje specijalnim operacijama navodi njegove atribute:
"Zapovjedništvo je odgovorno za planiranje, pripremu, koordinaciju i provođenje specijalnih operacija, koje su vojne operacije koje se provode izvan okvira konvencionalnih operacija, a čiji je cilj postizanje ciljeva od strateškog interesa, posebno u smislu akcija u prostoru, otvaranja bojišta operacija, dubinska intervencija na ciljevima visoke vrijednosti ili u borbi protiv terorističkih organizacija. Može mu se povjeriti obavljanje ili sudjelovanje u operacijama oslobađanja talaca izvan nacionalnog teritorija. Ono pridonosi prikupljanju obavještajnih podataka i aktivnostima iskorištavanja, osobito u neprijateljskom okruženju."

## Ustroj
- Kopnena vojska
  - Zapovjedništvo specijalnih kopnenih snaga (Commandement des forces spéciales Terre, COM FST)
    - Satnija za zapovijedanje i komunikaciju specijalnih snaga (Compagnie de commandement et de transmissions des forces spéciales, CCTFS)
    - 1. padobranska pukovnija mornaričkog pješaštva (1er Régiment de Parachutistes d'Infanterie de Marine, 1er RPIMa)
    - 13. padobranska dragunska pukovnija (13e Régiment de Dragons Parachutistes, 13e RDP)
    - 4. helikopterska pukovnija specijalnih snaga (4e Régiment d'Hélicoptères des Forces Spéciales, 4e RHFS)

- Ratna mornarica
  - Mornaričke snage mornaričkih fuzilijera i komandosa (Force maritime des fusiliers marins et commandos, FORFUSCO)
  - Mornarički komandosi (Commandos Marine)
    - Komando postrojba Hubert (Commando Hubert)
    - Komando postrojba de Penfentenyo (Commando de Penfentenyo)
    - Komando postrojba Jaubert  (Commando Jaubert)
    - Komando postrojba de Montfort (Commando de Montfort)
    - Komando postrojba Trépel (Commando Trépel)
    - Komando postrojba Kieffer (Commando Kieffer)
    - Komando postrojba Ponchardier (Commando Ponchardier)

- Ratno zrakoplovstvo
  - Zračna brigada sigurnosnih i interventnih snaga (Brigade aérienne des forces de sécurité et d'intervention, BAFSI)
    - Zrakoplovni komando padobranci br. 10 (Commando parachutiste de l'air n ° 10, CPA 10)

  - Eskadron za transport 3/61 (Escadron de transport 3/61 Poitou)
  - Eskadrila za specijalne helikoptere (Escadrille spécialisée hélicoptères 1/67 Pyrénées, ESH)

## Zapovjednici
| Zapovjednik                                | Razdoblje     |
| ------------------------------------------ | ------------- |
| Brigadni general Grégoire de Saint-Quentin | 2013. – 2016. |
| Viceadmiral Laurent Isnard                 | 2016. -       |

## Poveznice
- Snage za specijalne operacije (Rusija)
- Zapovjedništvo za specijalne operacije (SAD)
- Zapovjedništvo specijalnih snaga OSRH